# Jonathan Bond
Jonathan Henry Bond, född 19 maj 1993, är en engelsk fotbollsmålvakt som spelar för Watford.

## Karriär
Den 14 januari 2021 värvades Bond av amerikanska Major League Soccer-klubben LA Galaxy.
Den 3 juli 2024 blev Bond klar för en återkomst i Watford, där han skrev på ett ettårskontrakt med option på ytterligare ett år.